# 徳永寿美子
徳永 寿美子（とくなが すみこ、1888年（明治21年）9月24日 - 1970年（昭和45年）2月5日）は、日本の児童文学作家、翻訳家。
本名は、ひさの。

## 略歴
山梨県甲府市出身。
1906年（明治39年）東京府立第二高等女学校（現東京都立竹早高等学校）卒。
子に即興の話をせがまれたことから童話を書くようになる。
1921年（大正10年）に最初の作品集である『薔薇の踊子』を刊行し、以来母子の愛情を主要なテーマとした作品群を発表し、それらは「お母さん童話」と呼ばれた。
「フランダースの犬」を始め、翻訳も数多く手がけ、和歌や絵画も手がけた。
夫の前田晁は山梨市出身の小説家・翻訳家で『文章世界』編集者を務めた。

## 著書
- 『薔薇の踊子 童話』（アルス） 1921
- 『赤い自働車 童話集』（金星堂） 1923
- 『はなのをもいでがたり』（かながきひろめかい） 1923
- 『日本の母 感激実話』（東学社） 1938
- 『カタカナ童話集』（川島はるよ絵、金の星社） 1939
- 『雲をながめる 小学生童話』（東山昇絵、童話春秋社） 1939
- 『新選童話 2年生』（川上四郎絵、童話春秋社） 1940
- 『アフゲオホゾラ』（正芽社） 1941
- 『アジアノオトモダチ』（大石哲路ほか画、正芽社） 1941
- 『オテテツナイデ』（正芽社、オヒサマヱホン） 1941
- 『新選国民童話二年生』（六郷好見絵、鶴書房） 1941
- 『童話さくら貝』（東亜春秋社） 1945
- 『ネズミノオウチ』（三上信次絵、雁書房、おはなし文庫） 1946
- 『うさぎのやおやさん』（池田勝之助絵、金の星社） 1948
- 『ねずみのすず』（くろさわみつお絵、美和書房、小学生文庫） 1948
- 『春のみずうみ』（猪熊弦一郎絵、国民図書刊行会） 1948
- 『ひらがな童話集』（大石哲路絵、金の星社） 1948
- 『二つのたね』（池田勝之助絵、雁書房） 1948
- 『山の牧場』（西原比呂志絵、二葉書店） 1948
- 『赤いほの船』（林義雄絵、広島図書） 1949
- 『ありのおみこし』（川島はるよ絵、実業之日本社、ひらがな童話） 1949
- 『ねこのかくれんぼ』（新井五郎絵、東西社） 1949
- 『まいごのこどもぼし』（池田勝之助絵、雁書房） 1949
- 『うさぎのたねまき』（山中一益絵、むさし書房） 1951
- 『近江聖人 中江藤樹』（羽石光志絵、講談社、講談社の絵本） 1951
- 『たのしい童話 1年生』（鶴書房） 1953
- 『すがわらみちざね』（門脇卓一絵、講談社、講談社の二年生文庫） 1954
- 『まいごの子りす 2年生どうわ』（西原比呂志絵、金の星社） 1954
- 『人魚姫』（蕗谷虹児 絵、講談社、講談社の絵本） 1956
- 『たのしい神話とでんせつ 1～3年生』（編著、林義雄等絵、偕成社、学年別幼年文庫） 1957
- 『日本のおとぎ話 1～3年生』（編著、鈴木寿雄等絵、偕成社、学年別幼年文庫） 1957
- 『湖水の鐘』（蕗谷虹児絵、講談社、講談社の絵本） 1958
- 『雨姫さま』（勝山ひろし絵、講談社、講談社の絵本） 1960
- 『一休さん』（黒崎義介絵、講談社、講談社の絵本） 1960
- 『ヘレン・ケラー』（松田文雄絵、偕成社、児童伝記全集） 1960
- 『星の子』（大日方明絵、講談社、講談社の絵本） 1962
- 『とくながすみこどうわ』（池田仙三郎絵、盛光社） 1964
- 『うさぎのせんたくや』（小林和子絵、金の星社） 1966
- 『万寿の姫』（織田音也絵、講談社、講談社の絵本） 1966

### 共著
- 『日本のむかしばなし集』（久保喬, 久米元一共著、鈴木寿雄等絵、講談社、ワイドカラー世界の名作童話） 1967

### 再話
- 『小公子』（バアネット原作、鈴木寿雄絵、広島図書、銀の鈴文庫） 1948
- 『小公女』（バーネット原作、松村三冬絵、小峰書店、小学生文庫） 1951
- 『水の国のあかんぼう』（キングズリー原作、編著、講談社、世界名作童話全集） 1951
- 『家なき娘』（エクトル・マロ原作、三十書房、新児童文庫） 1952
- 『わんわん物語』（ウォルト=ディズニー絵、講談社） 1964